# 277 Park Avenue
277 Park Avenue este o clădire din New York City.

## Firme
Firme care au închiriat porțiuni din 277 Park Avenue.
- Academy Securities[1]
- Australia and New Zealand Banking Group[2]
- Cassidy Turley
- Cozen O’Connor[3]
- The Hartford[4]
- JPMorgan Chase
- Continental Grain Company
- MHP Real Estate Services
- Agricultural Bank of China[5]
- Bank of India, US Operations[6]
- Raymond James & Associates[7]